# Médiamétrie-estat
Médiamétrie-eStat est une filiale de l'organisme de mesure d'audience Médiamétrie spécialisée dans la mesure et l’analyse de la fréquentation des sites web et applications mobiles.
Médiamétrie-eStat est un opérateur majeur en France de la mesure du trafic Internet site centric. Cette mesure s'appuie sur une technologie de marqueurs installés sur les pages et players des sites Internet. Elle est ainsi compatible sur les contenus éditoriaux, audio et vidéo ou publicitaires.
Créée en 1997, cette technologie a été éprouvée par de nombreux clients et confère aujourd'hui à Médiamétrie-eStat une position historique.

## Positionnement
Avec l’explosion de la vidéo en ligne, de la radio en live, de la consultation en streaming, des podcasts et des applications mobiles, Médiamétrie-eStat s’est engagée dans le développement de solutions permettant de mesurer l’ensemble des contenus numériques et les comportements des utilisateurs. Tout cela afin de répondre à l'ensemble des besoins des professionnels de l'Internet en matière de pilotage des stratégies éditoriales et marketing, d'optimisation et de monétisation des contenus.
Les différentes solutions proposent le suivi très précis du comportement des internautes et mobinautes. Elles identifient les contenus les plus consultés, l'origine des visites, l'efficacité des actions de marketing en ligne. 
Médiamétrie-eStat mesure également de manière exhaustive la consommation de contenus en streaming et les podcasts.
Médiamétrie-eStat propose la première mesure site-centric hybride permettant d'obtenir quotidiennement le profil (sexe, âge et CSP) des internautes sur vos contenus web, audio et vidéo, grâce aux données du panel Médiamétrie//NetRatings. Cette innovation majeure permet ainsi de développer l'affinité des contenus web et streaming en fonction des profils des internautes.
Les clients de Médiamétrie-eStat couvrent l’ensemble des secteurs de l’Internet.

## Historique
La technologie a été développée en 1997 au sein de la société Echo Interactive (créateur du moteur de recherche Voilà) avec la mise à disposition des webmasters d’un outil gratuit permettant de mesurer leur audience eStat’Perso puis d’un outil payant à destination des sites professionnels avec eStat’Pro. En 2003, eStat a fusionné avec Médiamétrie permettant ainsi de créer la nouvelle entité Médiamétrie-eStat.
Médiamétrie-eStat a lancé la V2 en avril 2009 de sa solution permettant de mesurer en temps réel l’ensemble des flux streamés audio et vidéo en ligne : eStat’Streaming.

## Publications
Dans une optique de communication vers le marché et afin d’accroître la visibilités des acteurs, Médiamétrie-eStat publie chaque mois un communiqué de presse sur la fréquentation des sites français (sites souscripteurs au service) : le classement CybereStat. 
Pour la mesure de la radio de rattrapage sur Internet, les résultats de l'étude de référence mettant en avant la consommation des podcast de l'ensemble des acteurs souscripteurs (les stations Europe 1, RTL et les radios du groupe Radio France) sont publiés chaque mois depuis novembre 2009.